# Robert Schwint
Robert Schwint (* 11. Januar 1928 in Montbéliard, Département Doubs; † 24. Januar 2011 in Besançon, Département Doubs) war ein französischer Politiker der Parti socialiste (PS).

## Biografie
Schwint, Sohn eines Tischlers und einer Putzfrau, wurde nach dem Studium 1952 Lehrer an der Staatlichen Schule von Le Russey, ehe er später Rektor dieser Schule wurde.
Seine politische Laufbahn begann er 1959, als er als Kandidat der Parti Socialiste erstmals zum Bürgermeister von Le Russey gewählt wurde und dieses Amt nach Wiederwahlen 1965 und 1971 bis 1977 bekleidete. Zugleich wurde er 1971 Mitglied des Senats und vertrat in diesem bis 1988 die Interessen des Départements Doubs. Außerdem war er zwischen 1976 und 1982 für den Kanton Besançon-Planoise Mitglied des Generalrats von Doubs.
1977 wurde Schwint als Nachfolger von Jean Minjoz erstmals zum Bürgermeister von Besançon gewählt und bekleidete dieses Amt nach vier Wiederwahlen bis zu seiner Ablösung durch Jean-Louis Fousseret bis 2001. Zugleich war er nach seinem Ausscheiden aus dem Senat von 1988 bis 1993 Mitglied der Nationalversammlung und war dort Vertreter der Interessen des ersten Wahlkreises des Départements Doubs. 1998 trat er aus der PS aus.